# Dofus
 (décembre 2023).
- Si vous ne connaissez pas le sujet, laissez ce bandeau (vous pouvez alors contacter les auteurs).
- Si vous supprimez le contenu mis en cause (vous pouvez préalablement contacter les auteurs),

argumentez précisément cette suppression dans la page de discussion
(un manque de référence n'est pas un argument ; une recherche réelle de référence doit avoir été effectuée, être formellement documentée).
Pour les articles homonymes, voir Dofus (homonymie).
Dofus (prononcé /do.fus/ ou /do.fys/) est un jeu de rôle en ligne massivement multijoueur (MMORPG) français développé et édité par Ankama puis par sa filiale Ankama Games à sa création en 2004.
Projet débuté par Emmanuel Darras, Camille Chafer et Anthony Roux, sa toute première version — qui proposait uniquement du joueur contre joueur — s'intitulait Arty Slot : Duel et était le quatrième opus de la série Arty Slot. De fil en aiguille les développeurs améliorent le jeu, pour en arriver à une phase de bêta-test et changent le nom du jeu en Dofus. Après quelques mois, Dofus sort le 1er septembre 2004 en France. Une version 2.0 sort en 2009, avec de nouveaux graphismes. Une version 3.0 est sortie décembre 2024 avec le passage au moteur de jeu Unity.
Il est le précurseur d'un univers créé par Ankama, le Krosmoz, dans lequel prennent place Wakfu, sa suite sortie en 2012, une série animée homonyme, un film nommé Dofus, livre 1 : Julith, ainsi que plusieurs bandes dessinées, animations et jeux vidéo.
Après son succès durable dans la fin des années 2000 et début 2010, Dofus perd de l'ampleur. L'équipe choisit donc de fusionner certains de ses serveurs pour rassembler la communauté. La population du jeu est depuis plutôt stable, sur une pente croissante avec de nombreux pics correspondant aux gros événements ou sorties de mises à jour.
En plus de sa version PC pour Mac, Linux et Windows, Ankama a sorti en 2016 une version Mobile intitulée « Dofus Touch ». Basée sur une version antérieure du jeu, le portage a depuis profondément divergé au niveau de ses mises à jour, même si une grande partie du contenu est partagé.
Pour fêter les 15 ans du jeu, Dofus Rétro est lancé sur la version 1.29 du jeu le 24 septembre 2019. Les serveurs Rétro sont depuis maintenus, avec quelques mises à jour ergonomiques.

## Trame

### Contexte

Le Dofus Émeraude, un des six Dofus primordiaux.

Dofus prend place dans le Monde des Douze, un univers médiéval-fantastique. Les joueurs doivent retrouver six Dofus primordiaux, des œufs de dragons conférant une grande puissance à leur porteur, qui sont dispersés aux quatre coins du monde. Le jeu, en monde ouvert, laisse place à la libre orientation des joueurs, pouvant choisir de s'orienter dans le Joueurs contre Joueurs, Joueurs contre Monstres ou l'économie.

### Univers
Dofus est le premier produit d'Ankama prenant place dans l'univers transmédia du Krosmoz. De ce premier succès vont apparaître beaucoup de produits dérivés, dont notamment deux autres jeux vidéo, Arena en 2011 puis Wakfu l'année suivante, et des animations télévisuelles (Wakfu, Dofus : Aux trésors de Kerubim) et cinématographiques (Dofus, livre 1 : Julith).
La première œuvre dérivée est le manfra Dofus, dont le premier tome sort en octobre 2005. Elle est scénarisée par Tot, cocréateur du jeu, et dessinée par Ancestral Z.

## Système de jeu

### Généralités
Dofus est un jeu vidéo RPG où les joueurs incarnent un ou plusieurs personnages. En tant que joueur, vous y retrouverez une multitude d'armes et d'équipements en tous genres, une vingtaine de métiers différents et plusieurs centaines de monstres répartis en différentes zones sur les 10 000 cartes de jeu (portions de carte, sur lesquelles l'on se déplace d'ailleurs comme sur une carte) formant l'univers de Dofus, dont 95 % ne sont accessibles qu'aux abonnés.
Les échanges commerciaux dans le jeu sont réglés avec la monnaie de Dofus, le Kama. Il est possible d'acheter ressources et items via les HDV (Hôtels De Vente), mais aussi en procédant à des échanges entre joueurs. Ces échanges peuvent être de plusieurs natures : « objets contre objets » ou « objets contre Kamas ».
Depuis l'arrivée des « Ogrines » ayant permis aux joueurs de posséder plusieurs comptes « gratuitement » et permettant donc à chacun d’être indépendant des autres via ce mode en plus de nombreux avantages par rapport aux joueurs « classiques », ceux jouant avec un seul compte, les échanges, le partage et l'entraide se sont radicalement éloignés de l'esprit et de l’intérêt du MMO.
Il existe aussi diverses fonctionnalités :
- Créer de l'équipement, amélioration de ces objets ou récolte de ressources par la réalisation de métiers ;
- Battre des champions de donjons avec des mécaniques de jeu variées et des niveaux de difficultés différents ;
- Participer à des Tournois ou combats de « Kolizeum »"(Arène) contre d'autres joueurs ;
- Rencontrer de nouvelles personnes via le côté social développé du jeu (Guildes, Alliances, Groupes) ;
- Réaliser des quêtes afin de découvrir l'univers du jeu, mais aussi pour acquérir des objets inédits ou des ressources spéciales ;
- Faire des chasses aux trésors pour l'obtention de ressources spécifiques.

### Personnages et ennemis

#### Personnages
Dans Dofus, il existe deux types de personnages : les personnages joueurs (PJ) et les personnages non-joueurs (PNJ). Les personnages non-joueurs sont de deux types : les PNJ amicaux, et les PNJ hostiles.
Les compagnons sont des personnages non-joueurs qui disposent d'un emplacement spécial dans l'inventaire et peuvent être équipés en combat. Ils sont apparus le 10 décembre 2013 avec la version bêta 2.17.

#### Classes

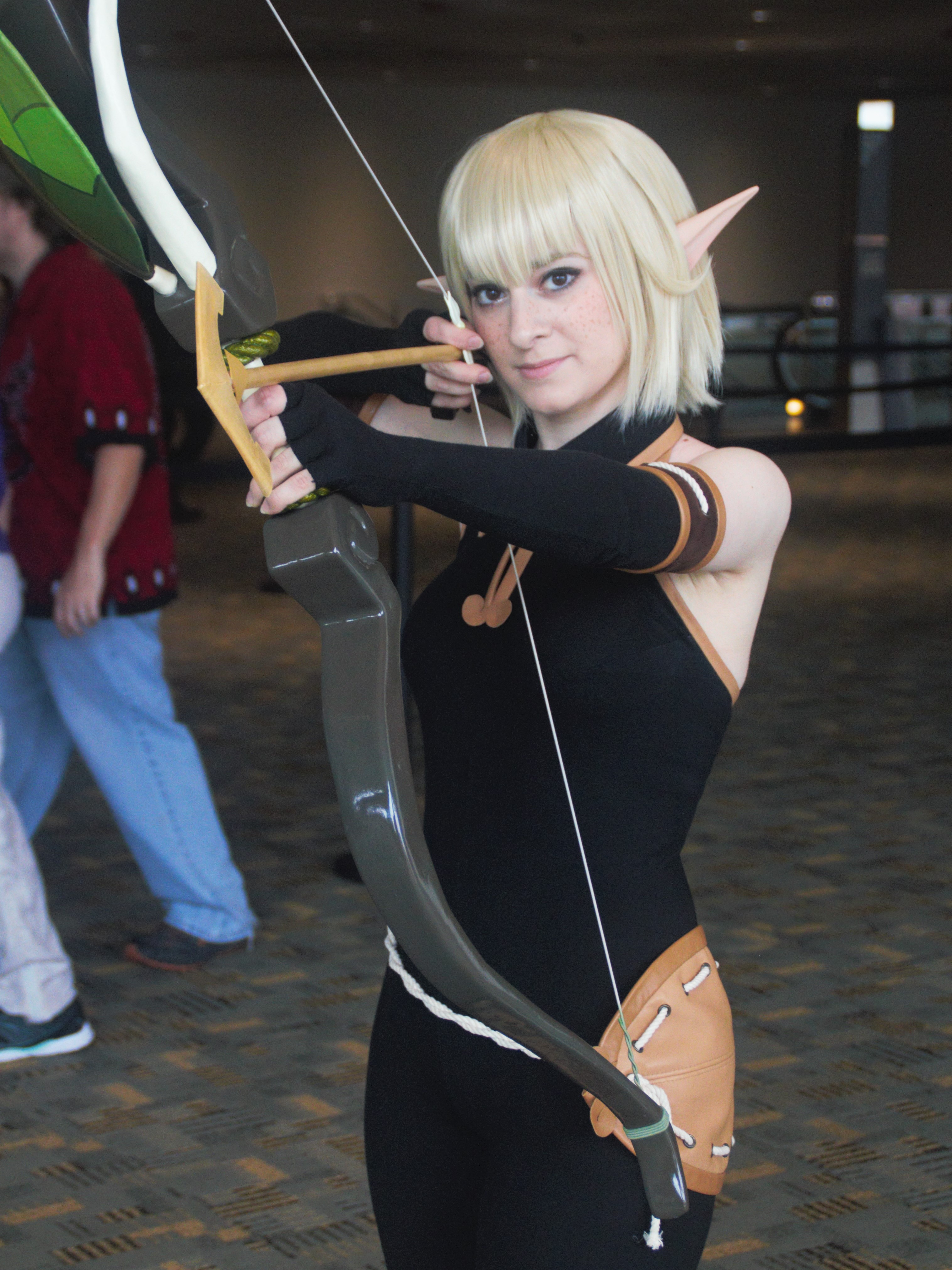
Cosplay d'Evangelyne, héroïne Crâ de la série Wakfu.

Lors de la création de son personnage, le joueur aura le choix entre plusieurs classes, chacune ayant sa spécificité. Elles sont au nombre de dix-neuf :
- Le Cœur d'Iop, les guerriers au corps à corps connus pour leur tempérament fonceur et leur stupidité ;
- L'étendue de Crâ, la classe d'archer infligeant de gros dégâts à distance ;
- Les Mains d'Eniripsa, des guérisseurs usant du pouvoir des mots pour aider leurs alliés ou entraver leurs adversaires ;
- Le Fouet d'Osamodas, les plus grands invocateurs du Monde des Douze, utilisant la puissance de leurs bêtes pour terrasser leurs ennemis ;
- L'ombre de Sram, des assassins capables de se rendre invisible, de poser des pièges mortels et de créer des doubles;
- Les Doigts d'Enutrof, des chasseurs de trésor par excellence, experts dans l'art de l'entrave ;
- La Pièce d'Ecaflip, des félins jouant toujours avec la chance, utilisant toutes sortes de jeux de hasard pour infliger des dégâts ;
- Le Soulier de Sadida, la classe d'invocateur utilisant la puissance de la nature et des poupées pour vaincre ses ennemis ;
- Le Sablier de Xélor, des mages du temps capables de se téléporter et utilisant des outils liés au temps lors des combats ;
- Le Bouclier de Féca, la classe de protecteurs spécialistes dans la création de boucliers magiques et de glyphes ;
- Le Sang de Sacrieur, des berserkers utilisant la douleur qu'ils reçoivent comme une force de frappe en première ligne ;
- La Chopine de Pandawa, des guerriers ivres capables de porter et lancer leurs alliés comme leurs ennemis ;
- La Ruse du Roublard, des stratèges poseurs de bombes et maniant la poudre à leur avantage ;
- Le Masque du Zobal, des guerriers protecteurs ou destructeurs, capables de s'adapter à la situation en s'équipant de masques ;
- La Vapeur du Steamer, des guerriers issus de la mer, disciples du kralamoure geant utilisant leur technologie pour invoquer des tourelles en combat ;
- Le Portail Eliotrope, des mages utilisant le Wakfu pour créer des portails leur permettant de se déplacer ou d'infliger des dégâts ;
- La Rune de l'Huppermage, des maîtres des éléments utilisant la puissance des runes pour lancer leurs sortilèges ;
- La Rage de l'Ouginak, la classe de chasseurs traquant leurs proies en les entravant avant de leur infliger le coup fatal.
- L'Héritage du Forgelance[11], tirant leurs pouvoirs de la "Lance Originelle", ces combattants cherchent à se forger une renommée que la mort elle-même ne saurait effacer.

À noter que la plupart des noms de classes sont des jeux de mots liés à l'univers du personnage : par exemple, Eniripsa à l'envers donne Aspirine, Xélor donne Rolex, Iop donne Poi, Crâ donne Arc etc.

#### Combats
Le mode de jeu est un tour par tour, le joueur peut réaliser plusieurs modes de combats différents :
Le mode joueur(s) contre joueur(s) souffre de graves problèmes d'équitabilité quant aux joueurs « monocompte » et ceux faisant du « multicompte » qui bénéficient d'avantages certains, par conséquent, hors serveurs spécifiques monocompte, celui-ci est plutôt réservé a ce dernier.
- Le PvM (soit Personnage Vs Monstre)
- Le PvP (soit Personnage Vs Personnage) (ou JcJ), divisé en 8 catégories :
  - Le 1 vs 1 étant un mode de jeu du Kolizéum, en un contre un (PvP)
  - Le 3 vs 3 en solo étant un mode de jeu du Kolizéum, en trois contre trois (PvP)
  - Le 3 vs 3 étant jusqu’à présent le mode de jeu des tournois officiels
  - Les combats de 1 à 5 joueurs étant réservés au combat Alliance versus Alliance (AvA) représenté par l'attaque et la défense de percepteur (personnage non joueurs appartenant à un membre d'une guilde et défendu par l'alliance) ou de prisme (Objet matérialisant la possession d'un territoire par une alliance) , ou les combats de conquêtes de territoires (communément appelé AvA). Les alliances se livrent (ou non) à des guerres stratégiques à plus ou moins long termes emmaillées (ou non) de diplomatie, de combat, et de périodes calmes, le but étant de capturer des territoires (zones) du jeux
  - Défis de 1 à 8 joueurs
  - Les agressions d'alignement Bontarien/Brakmarien de 1 à 8 joueurs ayant activés leurs alignements

#### Le Kolizéum
Le Kolizéum est un système de combat (JcJ) apparu dans l'univers de Dofus depuis le 18 octobre 2011, à la mise à jour 2.4. Pour pouvoir faire des combats de Kolizéum, il faut que le personnage soit niveau 20 minimum et abonné. Le Kolizéum permet de faire des combats à 3 contre 3 mais aussi en 1 contre 1 équilibré avec un système de côte. La côte d'un personnage est calculée de la manière suivante : Puissance - 3 x Incertitude. La puissance est calculée en fonction de ses résultats (si vous gagnez, votre puissance augmente) et l'incertitude (si vous gagnez un combat que vous étiez censé gagner, votre incertitude baisse ; si c'est l'inverse, elle augmente). D'autres facteurs influent, comme votre classe ou celle de l'adversaire.
Les Kolizétons, objets obtenus lorsqu'un combat de Kolizéum est gagné, peuvent être échangés contre diverses récompenses.
Depuis la mise à jour 2.48, la ligue Kolizéum a été mis en place. Ce système divise les joueurs en 6 ligues : Bronze, Argent, Or, Cristal, Diamant, Légende.
Les trois premières ligues sont découpées en 10 divisions. Les ligues Cristal et Diamant sont divisés en 5 divisions. Finalement, le rang Légende regroupe les meilleurs joueurs dans un classement.
Un système de ligues PvP est aussi en dehors du Kolizéum via une structure externe, le KTA. Cette dernière, en partenariat avec Ankama, propose des séries de tournois qui constituent depuis 2018 la principale source d'activité E-Sport.

### Système de déplacement
La Carte du monde se divise en une multitude de tableaux, des « maps », repérés chacun par des coordonnées qui permettent au joueur de pouvoir s'orienter intuitivement à force de jouer. Pour passer d'une map à l'autre, il suffit de déplacer son curseur vers une extrémité de l'écran de jeu et une flèche verte apparaîtra s'il est possible de se diriger dans cette direction.
Dans certaines zones il y a des repères sur lesquels il suffit de cliquer pour changer de map, les flèches vertes n'étant pas disponibles.
Depuis la mise à jour 2.36, une option permet d'afficher une partie des cartes adjacentes en utilisant le 16:9.
Depuis la mise à jour 2.45, une option payante a été ajoutée pour automatiser le déplacement entre cartes via les montures. À la suite de la mise à jour 3.0, cette option est disponible avec ou sans monture pour tout personnage abonné de niveau 10 ou plus.

### Caractéristiques
Il existe en jeu plusieurs types de caractéristiques : les caractéristiques primaires (points d'action, points de mouvement, initiative, points de vie, portée, etc.), et les caractéristiques secondaires (puissance, agilité, force, chance, intelligence etc.) Chacune augmente les capacités des personnages, en termes de mobilité, capacités de dégâts, de soutien, etc. Certaines caractéristiques ont également un effet hors combat, l'augmentation de la force permet par exemple d'augmenter la capacité de transport du personnage exprimée en pods (unité de poids des objets et ressources virtuels du jeu).
Les points de caractéristiques que les personnages gagnent par 5 à chaque passage de niveau permettent d'augmenter les caractéristiques élémentaires du personnages (Intelligence, force, agilité, chance) mais également la sagesse et la vitalité. La consommations de parchemins de caractéristiques ou bien de consommables de caractéristiques permettent également d'augmenter ces caractéristiques élémentaires, dans une limite définie par la puissance des parchemins ou objets.
Le port d'équipements et les effets de panoplies de ces derniers également d'augmenter ses caractéristiques.

### Combats
Le combat se joue au tour par tour, sur des cartes à la superficie variée. Il repose sur 2 caractéristiques centrales du jeu les PM et les PA.
Pour se déplacer, pendant son tour de jeu, le joueur utilise ses PM (points de mouvement) pour se déplacer, le joueur peut se déplacer d'autant de cases qu'il à de PM. S'il est au contact d'un ennemi, celui ci peut empêcher son déplacement, ou imposer un coup supplémentaire en PM et en PA (points d'action) pour quitter la case au contact de l'ennemi. Ce coût varie en fonction des caractéristiques de fuite du joueur, de tacle de l'ennemi au contact ainsi que les PA et PM restants du joueur. Certains sorts permettent de se téléporter, ou bien de déplacer son personnage.
Pour lancer des sorts, le joueur utilise ses PA (points d'action). Les sorts du joueur dépendent de sa classe de personnage, auquel il faut ajouter certains sorts que l'on peut obtenir dans le jeu via l'accomplissement de quêtes principalement. Ainsi, chaque classe dispose d'une palette de sorts aux effets variés, cette palette offre au joueur le choix d'une stratégie pour exploiter au mieux les synergies de ses sorts et donc se définir un style de jeu.
On distingues plusieurs styles de jeu :
- améliorations : Utilisation de sorts de boost pour augmenter en combat la puissance des attaques ;
- dégâts : Le joueur se focalise sur les dommages directs sur les ennemis ;
- entrave : Le jeu passe par le retrait de caractéristiques, principalement PA et PM pour dominer ses ennemis ;
- invocation : Le joueur crée des monstres qui l'assistent dans le combats sous forme de soutien ou d'attaque directes ;
- placement : La capacité de déplacement et la capacité de déplacer les autres joueurs (ennemis ou amis) permet de garder l'avantage sur le placement des personnages sur le plateau de jeu ;
- protection : Le personnage dispose de sorts qui permettent de réduire ou de prévenir les dommages en générant des points de bouclier à leur équipe ou bien à eux-mêmes ;
- soins : L'objectif est de soigner les alliés plus que de frapper les ennemis pour faire survivre les personnages du combat les plus exposés ;
- tank : Ces personnages possèdent des sorts qui leur permettent d'encaisser de nombreux dégâts, ou bien utilisent des effets de vol de vie. Ce qui fait de ces personnages, des ennemis autant plus endurants qui cherchent donc à concentrer les attaques des ennemis.

Les joueurs alignent donc leurs caractéristiques, aux sorts qu'ils souhaitent utiliser et adoptent ainsi un style de jeu dont l'efficacité dépend des sorts de leur classe, et de leurs points de caractéristiques.

### Expérience, vie et sauvegarde
Les personnages gagnent de l'expérience en combattant, en réalisant des quêtes ou bien en utilisant des consommables. La quantité d'expérience obtenue à la fin d'un combat ne dépend pas de la performance du personnage dans ce combat mais d'une équation entre son niveau, le niveau du groupe d'aventurier et celui du groupe de monstres, ainsi que sa quantité de sagesse.
Chaque personnage est doté d'une barre d'énergie fixe (10 000 points). La perte d'un combat est de facto accompagnée par une perte d'énergie. Lorsqu'un personnage perd la totalité de son énergie, il perd son statut d'être vivant et change d'avatar pour devenir un spectre. Il doit alors accomplir une sorte de pèlerinage pour atteindre une « Statue de Phénix » où il pourra ressusciter et regagner une partie de son énergie vitale (1 000 points). L'énergie peut être également regagnée grâce à des potions et autres consommables fabriquées en jeu ou lorsque le personnage est déconnecté. Se déconnecter dans une maison, un temple ou une taverne permet d'en regagner le double.
Le format de MMORPG du jeu fait que les actions sont intégrées en temps réel dans les serveurs du jeu, c'est donc l'hébergeur du jeu qui est responsable de l'enregistrement des progressions des joueurs.

### Modes de jeu
Outre ses fonctionnalités de jeu, Dofus est séparé en serveurs de différents types : Classiques, Monocomptes, Temporaires, Tournois, Héroiques et Epique. Le concept de serveur temporaire est le plus récent, avec la série des « Temporis », proposant une course aux succès durant quelques mois avec de nouveaux personnages et dans un environnement réinitialisé à la fin de l'événement.
- Classique, le mode de jeu principal, sans malus ni bonus ;
- Monocomptes, ce mode de jeu est la version classique où l'on ne peut utiliser qu'un seul personnage à la fois et où les compagnons de votre équipe sont obligatoirement d'autres joueurs et non les potentiels personnages de vos divers comptes. Il est conseillé ce type de serveur à ceux qui cherchent une expérience riche en partage.
- Épique, mort définitive contre les monstres, l'expérience et le drop y sont multipliés par 3. Après la mort d'un personnage, celui-ci peut être rejoué à partir du niveau 1, et gagne alors un bonus d'expérience supplémentaire (x6) jusqu'au plus haut niveau où ce personnage est mort.
- Héroïque, mort définitive contre les joueurs et les monstres. Après la mort d'un personnage, celui-ci peut être rejoué à partir du niveau 1, et gagne alors un bonus d'expérience supplémentaire (x6) jusqu'au plus haut niveau où ce personnage est mort. Les joueurs et monstres récupèrent une certaine partie du butin et de l'expérience des perdants[15].
- Tournois, serveur à accès restreint. Ces serveurs sont ouverts pour le KTA et les tournois officiels. Les joueurs ont accès à une large bibliothèque des objets du jeu et à toutes les classes au niveau 200. Cependant, les concernés ne peuvent que combattre via des défis et les cartes accessibles se résument à des cartes spécialement créées pour les Tournois, sans possibilité de sortir pour faire du PvM.

### Métiers
Le système de métiers a été totalement refait à partir de la mise à jour 2.29 sortie le mardi 23 juin 2015.
Le personnage exerce dès son arrivée en jeu tous les métiers disponibles au niveau 1 pour chaque métier. Un métier va du niveau 1 à 200, avec une limitation à 60 pour les non-abonnés. Différentes récoltes et réalisations sont disponibles. Il y a six métiers d'artisanat chacun spécialisés dans la modification d'équipements, c'est la « forgemagie ». Ces métiers sont le costumage, le joaillomage, le cordomage, le forgemage (d'arme), le facomage (bouclier) et le sculptemage. La forgemagie permet, grâce à des runes, de modifier les équipements des personnages en y augmentant les bonus, ou en ajoutant des bonus qui ne sont pas présents à la base sur l'objet (c'est appelé « forgemagie exotique »).
Il y a 19 métiers en tout, on distinguera les métiers de récolte et d'artisanat :
- métiers de récolte : alchimiste, bûcheron, mineur, paysan, pêcheur
- métiers d'artisanat : chasseur (création de viande comestible), bijoutier (création d'amulette et d'anneau), bricoleur (création de clefs et d'objets d'élevage), cordonnier (création de bottes et ceintures), forgeron (création de marteaux, épées, dagues, pelles, faux et haches), façonneur (fabrication de trophées, de boucliers, Idoles et prysmaradites), sculpteur (création de baguettes, arcs, et bâtons), tailleur (création de chapeaux, capes, sac à dos et costumes). On y intègre également les métiers de forgemagie qui consistent à retravailler les jets des caractéristiques des objets du jeu : joaillomage, cordomage, costumage, facomage, forgemage, sculptemage.

### Guildes et alliances
Pour l'aspect collaboratif, tous les personnages peuvent s'associer pour former des guildes. Celles-ci permettent aux membres de communiquer, de se coordonner et s'entraider, de s'organiser pour de petites ou de grandes aventures, de mettre en place des percepteurs pour prélever des taxes sur les drop effectuées par les joueurs dans la sous-zone de pose du percepteur.
Les membres de la guilde peuvent décider de sacrifier une partie de leurs points d'expérience gagnés pendant un combat pour permettre à leur guilde de progresser dans ses niveaux, et ainsi devenir une guilde plus réputée. Le taux d'expérience sacrifiée s'exprime en pourcentage (de 0 à 90 %).
La création d'une guilde est intégrée à l'univers du jeu. Elle nécessite une pierre nommée Guildalogemme.
Depuis la mise à jour 2.13 du 25 juin 2013, une nouvelle fonctionnalité est sortie, nommée « La Guerre Des Guildes ». Depuis cette date des alliances peuvent être créées par les meneurs de guildes afin de les unir. Un meneur a besoin d'une pierre, l'Alliogemme, et d'aller créer l'alliance dans le Temple des Alliances. Il doit choisir un nom d'Alliance, une abréviation du nom d'Alliance, et un blason. Une fois l'alliance créée, le canal alliance (/a) est accessible pour les membres autorisés à communiquer sur celui-ci.
Les percepteurs peuvent être plusieurs dans une même zone géographique. Lors d'une attaque d'un percepteur, les membres des guildes d'une alliance peuvent défendre le percepteur attaqué.
Afin de contrôler le Monde des Douze, les alliances peuvent contrôler une ou plusieurs zones par le biais d'un prisme ; les membres de l'alliance devront l'affaiblir en battant les défenseurs de l'alliance adverse, mais surtout être capables de se tenir en supériorité numérique dans la zone désirée. Les membres de l'alliance contrôlant une zone bénéficient d'un bonus de butin et d'expérience dans cette dernière.
Toutes les guildes pénétrant dans une zone de conflit peuvent s'agresser les unes aux autres, pour faire sortir tous les personnages adverses de la zone afin de s'en assurer le contrôle. Un personnage peut désactiver son mode « AvA » pour ne pas se faire agresser, mais cela l'empêche d'apporter des points à son alliance (il ne compte pas pour faire partie de la supériorité numérique lors d'une attaque).
Les alliances peuvent également contrôler différents villages. Seuls les membres de l'alliance peuvent y pénétrer afin de profiter des ressources exclusives et des monstres qui s'y trouvent.

### Donjons
Les donjons sont des lieux instanciés auxquels les aventuriers peuvent accéder avec des clefs (ressource), ou avec le trousseau de clef (objet de quête). Les donjons fonctionnent par un système dans lequel le ou les personnages avancent de salle en salle. En règle générale, chaque salle contient un groupe de monstres qu'il faut vaincre pour passer à la salle suivante. La difficulté est croissante jusqu'à la dernière salle où se trouve le gardien du donjon (ou « boss »), un monstre plus fort que les autres.
La quasi-totalité des donjons sont réservés aux joueurs abonnés, à l'exception du donjon d'Incarnam, de la grange du Tournesol Affamé, du château Ensablé, de la cour du Bouftou Royal et de la cache de Kankreblath.

### Songes infinis
Les puits des songes infinis représentent un système de donjon infini implanté en jeu lors de la mise à jour 2.49 sortie en décembre 2018 . Ce mode de jeu possède une difficulté croissante et il est accessible aux personnages de niveau 50 et plus. Chaque joueur possède son propre donjon, accessible depuis n'importe où, dans lequel il peut inviter jusqu'à 3 autres personnages. Contrairement aux donjons classiques, celui-ci ne possède pas de salles de combats intermédiaires à franchir afin de pouvoir combattre le gardien du donjon. La progression du donjon se fait à travers plusieurs étages sans fin comportant chacun 2 à 5 groupes de monstres aléatoires accompagnés d'un ou plusieurs gardiens de donjons. Ce système s'inspire des jeux de type Rogue-like et s'appuie sur les contenus déjà existants en jeu. Les Songes Infinis ont été retravaillés avec la mise à jour 2.54.

### Quêtes
Les quêtes servent à gagner des points d'expérience (pour augmenter de niveaux), des objets et Kamas. Ce sont des enchaînements d'actions demandés par des PNJ du jeu, comme des combats, des rassemblements de ressources, des donjons, et d'autres actions particulières. Les quêtes principales sont liées les unes aux autres, de sorte à créer un enchaînement de quêtes qui amène le personnage à parcourir les aventures et l'histoire du monde des 12 et de ses territoires. Les Dofus, qui sont dans le jeu des œufs de dragons aux capacités surnaturelles et aux effets décisifs dans les combats de leurs porteurs, s'obtiennent aujourd'hui intégralement à la suite de quêtes adaptés au niveau de ces derniers. Ainsi, tout au long de sa progression dans le jeu, le joueur à continuellement des quêtes d'obtention de Dofus à réaliser jusqu'aux plus puissants qui s'obtiennent généralement après le niveau 200.

## Exploitation

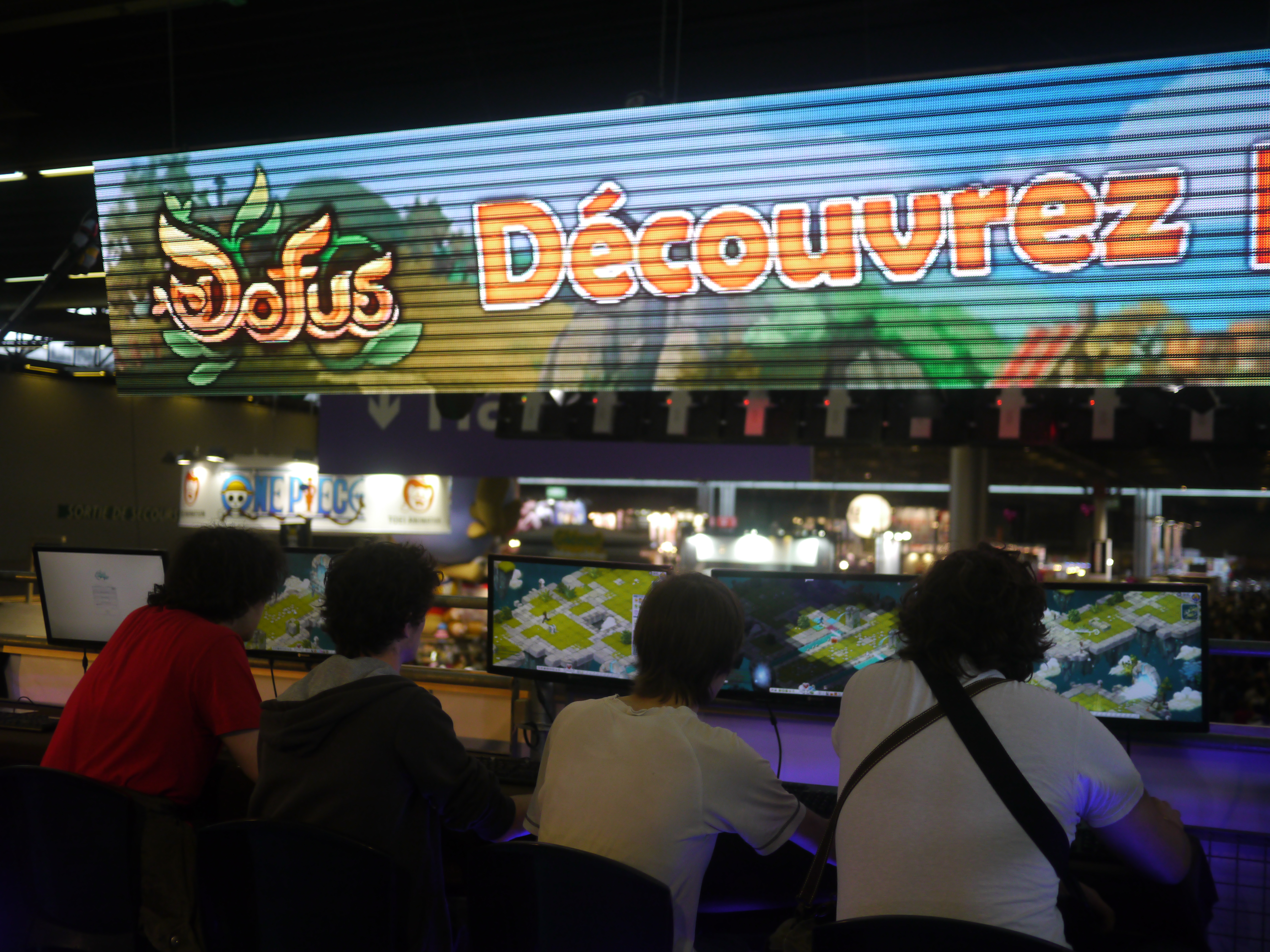
Stand Dofus à la Japan Expo 2013

### Abonnement
Depuis sa création, le jeu a vu se créer plus de 10 millions de comptes (en 2008), dont un peu plus de 10 % d'abonnés depuis sa sortie[source insuffisante], répartis entre 31 serveurs (dont 25 francophones, 3 internationaux (dont un Épique et un Héroïque), 2 espagnols et 1 portugais) depuis la fusion des serveurs[source insuffisante].
Le jeu comporte une zone gratuite depuis fin 2005, et en 2007, une nouvelle zone non abonnée, Incarnam, a été rendue accessible. Ces zones pour non-abonnés permettent aux nouveaux joueurs de tester le jeu sans limite de temps. Astrub aussi est une ville accessible pour les non-abonnés[réf. souhaitée].
L'accès à la totalité du monde persistant de Dofus nécessite un abonnement, sauf à jouer sur la version Bêta-test.
Depuis 2011, l'abonnement peut passer par un « système d'Ogrine », système qui consiste en points à acheter, puis à dépenser non seulement pour l'abonnement, mais pour divers services[réf. souhaitée] : changement de sexe, de pseudo, de couleurs, nouveau slot de personnages et depuis 2012 changement de nom de guilde et du blason avec un système de vente d'ogrines en jeu contre une monnaie virtuelle (le kama) sur le P2M (Place de Marché), pour mettre fin aux très courantes et interdites ventes.
Le 5 novembre 2013, l'abonnement par le système d'Ogrine passe de 700 à 1 100 Ogrines pour une semaine[pertinence contestée].
Début mars 2018, Anthony Roux écrit sur Twitter qu'un arrêt définitif de l'abonnement pour Dofus est discuté. Ils annoncent peu après la création d'un nouveau mode de jeu, intitulé Dofus Donjons, accessible via l'interface du choix des serveurs de jeu. Accessible en free-to-play, il permet de profiter gratuitement des donjons de Dofus. Le drop sur les monstres est également réintégré, et des interactions narratives créées. Avec une nouvelle direction artistique, une animation avec des accélérations 3D est mise en place. Ce projet sera plus tard abandonné au profit de Waven, nouveau MMO d'Ankama et successeur spirituel de Dofus, qui sort en accès anticipé en août 2023, et Dofus Unity, ayant pour objectif de porter Dofus PC sur Unity.
Il est plus tard annoncé que l'arrêt de l'abonnement n'était qu'une pensée du dirigeant et qu'il n'est pas prévu de rendre Dofus « gratuit ».

### Serveurs
Dofus s'est implanté au fil des années dans différentes régions du globe, avec parfois des versions différentes pour certains pays, afin de s'adapter à la vision d'un MMORPG qu'ont les habitants du dit pays, le tout en leur faisant découvrir l'univers Dofus. L'état des serveurs de Dofus est consultable directement sur le site internet du jeu.
Divers émulateurs permettent également de créer un serveur privé indépendant de l'éditeur, autorisant la connexion avec un client[réf. souhaitée].
Dofus propose différents serveurs: francophones, hispaniques, internationales, épiques, héroïques, monocompte et bêta.
Le premier serveur nord-américain, intitulé « Solar », et mis en service le 24 juin 2008.
L'année 2017 est un renouveau pour les serveurs de jeu. En effet, bon nombre d'entre eux sont fusionnés par groupe de deux à quatre serveurs. Cela donne une solution provisoire et l'illusion d'avoir plus de monde sur les serveurs alors qu'ils se vident de plus en plus chaque année.
Deux serveurs officiels tournent encore sur la version 1 de Dofus (1.29) : Eratz et Henual. Ils étaient auparavant réservés à la communauté hispanique, mais depuis le 25 octobre 2016 la version 1.29 est totalement délaissée par Ankama et est disponible pour toutes les communautés abonnées,.
Depuis 2018, un système de serveurs Temporaires, nommés « Temporis » a vu le jour, proposant des mécaniques spéciales à chaque édition.

## Musique

### Dofus1.0
Un premier album de la bande originale de Dofus, composée par Guillaume Pladys, sort en octobre 2005. Il est réédité, avec trois nouvelles pistes, en 2007.

### Dofus2.0
Ankama sort un nouvel album le 2 décembre 2009 après la mise en ligne de la version 2.0 de Dofus. Du nom de L'Âme des Douze, il contient une partie de la nouvelle bande originale du jeu, toujours composée par Guillaume Pladys.
À partir de l'année suivante quatre coffrets (originellement six) contenant des CDs inédits sont mis en vente par Ankama. L'Âme des Douze est alors réédité sous le numéro 0, avec le sous-titre Origines,, suivi par Lux Æterna la même année. Les tomes deux et trois, intitulés Ignem inferni et Deus Iræ, sont édités en 2011,. Un quatrième tome du nom de Requiem Sempiternam, prévu pour 2012, ne sera pas édité.
De la mise à jour 2.6 à 2.8, une grande partie des musiques sont refondues pour avoir des boucles plus courtes et simplifiées.
Depuis la mise à jour 2.54 du jeu, les musiques du jeu sont complètement revues avec une refonte des sons du jeu. Plusieurs pistes ont ensuite été introduits en 2.56 (Donjons, Pandala, Divers) et en 2.58 (Annoncé, en cours).

## Développement
Le graphique qui aurait dû être présenté ici ne peut pas être affiché car il utilise l'ancienne extension Graph, désactivée pour des questions de sécurité. Des indications pour créer un nouveau graphique avec la nouvelle extension Chart sont disponibles ici.

Évolution du nombre de mises à jour majeures de Dofus par année depuis 2012.

### Développement en interne
La société Ankama est fondée en 2001 à Roubaix, dans le Nord, en tant qu'agence web, par trois passionnés de jeux vidéo : Camille Chafer, Emmanuel Darras et Anthony Roux. Son premier projet majeur est Dofus,.
Lors des bêta tests du jeu, dont la première est lancée en octobre 2003, Dofus était exclusivement basé sur le concept de joueur contre joueur (JcJ) : les joueurs ne pouvaient gagner de l'expérience qu'en combattant d'autres joueurs. Peu de temps après sont apparus les monstres, pour ajouter la dimension joueur contre environnement au jeu. Dans le même temps sont apparus les métiers qui offraient aux joueurs une nouvelle possibilité de jeu. Dofus se jouait alors en deux temps. D'une part le combat contre les monstres pour augmenter l'expérience du personnage, pour ensuite se livrer au joueur contre joueur, c'est-à-dire participer à la guerre entre les forces du bien et du mal : d'un côté les joueurs vandales, pilleurs et tueurs, de l'autre les joueurs s'y opposant, et incarcérant les premiers.

### Sortie
Dès 2004, alors que le jeu n'est pas encore sorti, le MMORPG roubaisien remporte ses premiers prix au Flash Festival de Paris, dont le prix du meilleur jeu. Dofus sort finalement le 1er septembre 2004 dans sa version française et le 1er octobre 2005 dans sa version anglaise. Il connaît rapidement un important succès. En 2005, le jeu totalise 450 000 joueurs. À la fin de l'année, ce sont 25 000 joueurs qui sont abonnés, plus du double en mars 2006, sur 700 000 joueurs au total. Le cap des 100 000 abonnés est dépassé au cours de l'année. Trois ans après son lancement, Dofus regroupe trois millions de joueurs et une hausse de 20 % par mois. Il est alors disponible en quatre langues : anglais, allemand, espagnol et français.
Apparurent alors des équipements plus puissants pour contenter les joueurs les plus expérimentés. Et comme l'écart entre les joueurs se creusa, afin de protéger les petits joueurs, le vol d'équipement fut supprimé, et le système de JcJ fut entièrement modifié. L'aspect JcJ fut détaché du reste du jeu et remplacé par une guerre entre deux cités rivales (Bonta et Brakmar), à laquelle le joueur peut décider de prendre part.
Pour fêter ses cinq ans d'existence et le passage de Dofus en version 2.0, Ankama Games proposa aux puristes du jeu un coffret collector en quantité limitée, 10 000 exemplaires plus exactement. À noter que ledit coffret contient en outre du jeu en format DVD, la bande originale de Dofus 2.0, une carte du monde de Dofus sous la forme d'un parchemin, un abonnement de 30 jours à Dofus et à Dofus Pocket, une carte de collection brillante du jeu de cartes Wakfu TCG, une figurine exclusive d'œuf de dragon, une carte Dofus Premium offrant des avantages permanents en jeu et hors jeu, et une carte permettant d'obtenir une panoplie utilisable en jeu et son familier.
Il n'a fallu que trois heures pour que tous les coffrets soient vendus par l'intermédiaire du site de vente en ligne d'Ankama, soit 55 coffrets vendus à la minute.

### Version 2.0
Le cap des 200 000 joueurs connectés simultanément sur les serveurs du jeu a été franchi pour la première fois - à la suite de l'ouverture d'un cinquième serveur pour la version en question, cela est dû à la curiosité des joueurs qui s’estompe au bout de quelques mois[source secondaire souhaitée]. Le précédent record était de 190 000 connexions simultanées. Un nouveau record est établi le 2 mars 2011 avec 216 000 connexions simultanées. La version Dofus 2.0 est sortie le 2 décembre 2009. L’engouement pour Dofus 2.0 est tel que les deux premiers serveurs francophones créés pour la sortie officielle étaient déjà complets quelques heures après leur ouverture. Un troisième serveur fut mis en place dans l'après-midi, suivi d'un quatrième, clôturant ainsi cette journée. Un cinquième serveur 2.0 a été ouvert le vendredi 4 décembre au soir, permettant ainsi à Dofus de dépasser la barre des 200 000 connexions simultanées. Le 18 juin 2010, les serveurs francophones passent de la version 1.29 à la version 2.0 de Dofus, ce qui permet à tous les joueurs francophones d'accéder à la version 2.0 avec leurs personnages de la version 1.29. Cependant le nombre d'utilisateurs actifs décline à partir de 2013 et certains serveurs se retrouvent presque vides, provoquant la fusion des serveurs 2.0[source secondaire nécessaire].
En 2011, Dofus compte trois millions de joueurs sur la totalité du globe, dont deux millions sont francophones (avec 500 000 abonnés). L'Espagne et l'Amérique latine sont les plus gros marchés après la francophonie. Il est alors le jeu en ligne le plus joué dans l'Hexagone. Ses consommateurs sont jeunes (de 12 à 25 pour un cœur de cible adolescent), et plus féminin que pour d'autres jeux (20 % de femmes).
En 2016, les studios Ankama ont décidé de se lancer dans le secteur concurrentiel des jeux mobiles. La firme roubaisienne a ainsi dévoilé Dofus Touch, une copie conforme de son homologue sur PC.
Fin 2019, Ankama annonce officiellement le début du développement du portage de Dofus sur Unity via un trailer lors d'une « Krosmonote » à laquelle étaient conviés influenceurs et joueurs.
En aout 2020, il est précisé que Dofus sur Unity est séparé en 2 projets : un nouveau jeu sur Unity, nommé Dofus Unity et un portage de Dofus 2 sur Unity. Ce portage ne concernera que la partie technique, avec conservation des personnages et fonctionnalités à l'identique. Le but pour Ankama est en effet de se séparer du moteur Flash, déprécié. Courant 2021, le projet d'un nouveau jeu Dofus Unity est pourtant abandonné, Ankama préférant finalement se consacrer uniquement sur le portage de Dofus 2 sur Unity.
En aout 2024, une première bêta de Dofus Unity est lancée, puis d'autre sessions de bêta se succèdent jusqu'à l'annonce de la sortie de Dofus Unity pour décembre 2024, renommé pour l'occasion Dofus 3.

### Version 3.0
La version 3 du jeu sort le 3 décembre 2024. Cette nouvelle version voit de nombreux changements arriver. Notamment, les environnements sont maintenant animés, la direction artistique des menus et des personnages a été entièrement refaite et beaucoup d'équilibrages ont eu lieu. 
De plus de nouveaux serveurs, appelés "pionniers" en opposition aux anciens serveurs dit "classique", sont sortis. Bien que ceux ci ne disposent pas de fonctionnalités différentes, leur nouveauté et leur économie vierge suffit à les rendre nettement différents des anciens serveurs. 
En effet, au fur et à mesure des mises à jour, l'économie du jeu a fortement été iaffectée, et même dégradée, avec des mises à jour successives comme l'ajout des idoles avant leur suppression et la révision du coût des recettes qui a généré en très peu de temps une quantité anormale de ressources, réduisant ainsi leur valeur pour tout le monde. Un autre point négatif majeur qui a affecté l'économie du jeu ces dernières années, est la présence de bots sur tout les aspects du jeu, générant encore un surplus de ressources non consommés qui réduit leur valeur aux yeux des joueurs.

## Accueil

### Critique
- GameZone : 70 %[51]
- Jeuxvideo.com : 14/20[52]
- Metacritic : 72/100 (Critiques), 75/100 (Joueurs)[53]
- PC Gamer : 55 %[54]
- TouchArcade : 5/5 (Dofus Touch)[55]

### Récompenses
Au Flash Festival de Paris de mai 2004, Dofus remporte deux prix : celui du meilleur jeu et celui du public. Lors de l'Independent Games Festival 2006, le jeu obtient le prix du public et est nommé pour le Grand prix Seumas-McNally et pour le prix de l'innovation en arts visuels. La même année, au FlashForward de Seattle aux États-Unis, Dofus remporte les prix du meilleur jeu et du public.